# Gustavo Adolfo Álvarez Martínez

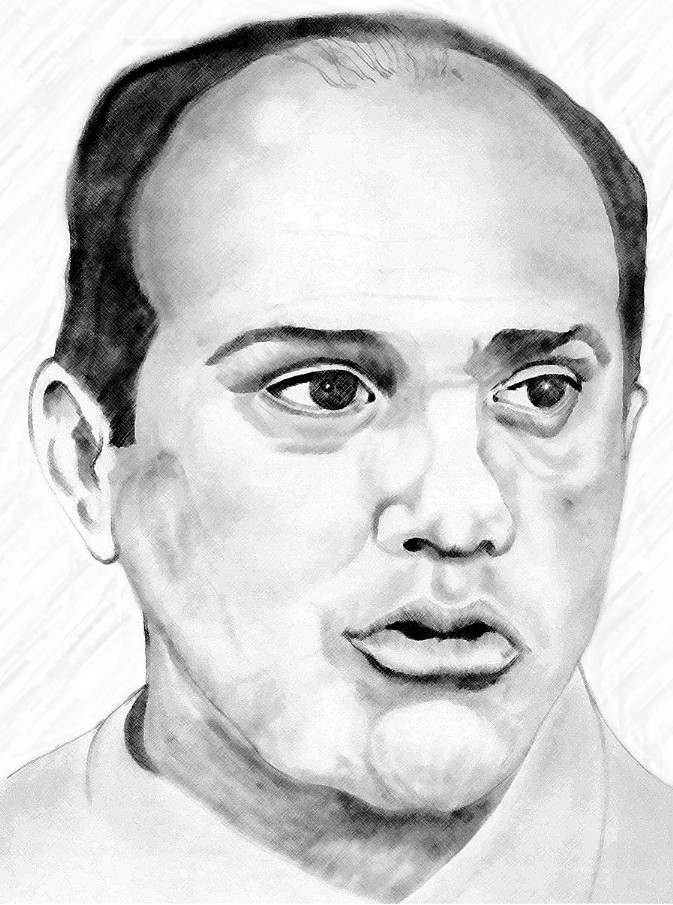
Zeichnung von Gustavo Adolfo Álvarez Martínez

Gustavo Adolfo Álvarez Martínez (* 1938 in Tegucigalpa; † 25. Januar 1989 ebenda) war Leiter der Sicherheitsorgane von Honduras.

## Leben
Sein Bruder war Armando Álvarez Martínez, Minister für Kultur und Tourismus im Regierungskabinett von Policarpio Juan Paz García.
Gustavo Álvarez Martínez sprach fließend Englisch. 1961 nahm an einer Fortbildungsveranstaltung für Infanterieoffiziere in Argentinien teil. Er war an den honduranischen Militärmissionen in Peru akkreditiert und nahm an einer Stabsausbildung am Centro de Altos Estudios Militares (CAEM) teil. In Washington studierte er im Rahmen eines Office of Public Safety Program Polizeitaktik. 1976 nahm Álvarez Martínez an einem Training in Fort Benning in Joint Military Operation in der SOA teil. 1977 war er im Nebenerwerb Makler bei Castle & Cooke. Ende der 1970er kam der größte Teil des Generalstabes einschließlich Oberst Álvarez durch lukrative Nebenerwerbstätigkeiten zu Wohlstand.
1978 hatte er das Kommando über den IV. Militärbezirk von La Ceiba und war damit Mitglied des Consejo Superior de las Fuerzas Armadas (COSUFFAA). In der Karibik auf Las Isleta vor La Ceiba hatten von dem US-Unternehmen United Fruit Company entlassene Arbeiter eine Genossenschaft, die Empresa Asociativa Campesina de Isletas (EACI) gegründet. Ein Mitglied der Kooperative erklärte, sie wollten zeigen, dass man keine Unternehmen brauche, um Bananen anzubauen. Gustavo Álvarez Martínez, im Nebenerwerb Berater der United Fruit, befahl die Zerstörung der Agrarkooperative und einen Überfall auf den Sitz der SUTRASFCO, der Gewerkschaft der Standard Fruit Company.
1979 war Gustavo Álvarez Kommandeur des Militärbezirks von San Pedro Sula, der zweitgrößten Stadt in Honduras. Hier war er an den Ereignissen in der Textilfabrik Bemis-Handal beteiligt: Streikende Arbeiter hatten die Fabrik besetzt, und am 6. März 1979 gab Gustavo Álvarez Martínez den Befehl, das Gebäude zu stürmen. Es kam zu einem Brand, der den Streikenden angelastet wurde. Drei Arbeiter wurden getötet, über 100 wurden verletzt und weitere 100 verhaftet.

## Álvarez und die Todesschwadron
Álvarez spann jahrelang an einem Netzwerk aus Faschisten und ultrarechten Terroristen, die in der World Anti-Communist League und ihrer Schwesterorganisation, der Confederación Anticomunista Latinoamericana (CAL) organisiert waren. Er koordinierte die honduranischen Todesschwadronen. Álvarez sammelte die National Front for the Defense of Democracy und das Movimiento Anticomunista Hondureño (MACHO). Dabei war der Übergang von offiziell staatlichen Institutionen wie dem Departamento Nacional de Investigaciones (DNI) über staatlich besoldete Tropas Especiales para Selva y Nocturnas (TESON) zu unabhängigen Verbrechergruppen fließend.
Ermittler der honduranischen Armee berichteten, dass Mitglieder der Contras an Morden von Todesschwadronen in Honduras beteiligt waren. Mindestens 18 Honduraner, eine unbekannte Anzahl von El Salvadoranern und Nicaraguanern wurden durch die Contras ermordet. In Honduras gab es von 1980 bis 1983 Mitglieder des Bataillons 316, einer honduranischen Todesschwadron, die in Texas vom CIA eine Verhörausbildung erhalten hatten. US-Botschaftsangehörige hielten den Kontakt mit der Todesschwadron in den frühen 1980er Jahren, besuchten Gefängnislager, während Verhöre durchgeführt wurden, und erhielten Aussagen von Folteropfern. Álvarez gilt als Mitgründer des Bataillons 316, einer Todesschwadron, die als Militärnachrichtendienst eingesetzt wurde.
US-Botschaftsangehörige arbeiteten während der 1980er in Honduras mit dem Bataillon 316 zusammen, das politische Gegner umbrachte. Am 15. Juni 1995 sandte Sonia Marlina Dubón de Flores, die damalige Fiscal Especial de Derechos Humanos, Staatsanwältin für Menschenrechte des Öffentlichkeitsministeriums, einen Fragenkatalog an den damaligen US-Botschafter Pryce mit 19 Fragen zur Beteiligung von US-Botschaftsangehörigen an Menschenrechtsverletzungen. Es wurde nach teilweise als geheim eingestuften Informationen über John Negroponte, Chris Arcos und weitere Botschaftsangehörige gefragt, welche am Verschwindenlassen von Dissidenten in den 1980er beteiligt waren.

### Argentinische Methode
Im November 1979 stellte Roberto Eduardo Viola, der kurz darauf Chef der argentinischen Militärdiktatur wurde, auf der XIII. Conferencia de Ejércitos Americanos in Bogotá Staatsterrorismus als Verteidigungsdoktrin vor. Zu dieser Zeit führte das argentinische Militär einen schmutzigen Krieg gegen Teile der eigenen Bevölkerung, dem etwa 30.000 Menschen zum Opfer fielen. In der Folge wurden unter der Bezeichnung Operación Charly argentinische Folterspezialisten nach Honduras entsandt. Das Bataillon 316 wurde durch argentinische Verhörspezialisten ausgebildet. Aus Argentinien wurden 15 bis 20 Offiziere, welche zusammen mit Álvarez bei den Contras arbeiteten, gesandt. Zu diesen gehörte Oberstleutnant Jorge Osvaldo Riveiro alias Rawson. Es wurden persönliche US-Berater zugeteilt.
1980 ernannte Policarpio Juan Paz García Gustavo Álvarez zum Kommandierenden der Fuerza de Seguridad Pública (FUSEP), der Polizei von Honduras. Sie ist eine militärische Einheit, die Dirección Nacional de Investigaciones (DNI) hat den formalen Auftrag der Verbrechensbekämpfung. Álvarez äußerte 1981 gegenüber US-Botschafter Jack Robert Binns, dass „extralegale Methoden notwendig sein dürften, um sich um die Subversiven zu kümmern.“ Álvarez pries die argentinische Methode, was Binns als Operation Condor interpretierte. Álvarez und Negroponte wirkten sehr vertraut.

### Verschwundene in Honduras
Álvarez wird für das Verschwindenlassen von mehr als hundert Personen verantwortlich gemacht. Darunter das Verschwinden von Nelson Mackay Chavarria, dessen Leiche im Dezember 1994 gefunden wurde. Am 18. März 1984 verschwand der Vorsitzende der Gewerkschaft Sindicato de Trabajadores de la Empresa Nacional de Energía Eléctrica (STENEE), Rolando Vindel Gonzáles
auf Befehl von Gustavo Álvarez Martínez.

### Oberkommandierender
Álvarez war von Januar 1982 bis 31. März 1984 Oberkommandierender der Streitkräfte von Honduras. Im Februar 1982, in einer Epoche, in der die Reagan-Regierung zugesagt hatte, die Militärhilfe für Honduras um 50 % zu erhöhen, wurden vier geheime Friedhöfe aufgefunden, die die kursierenden Gerüchte über  die Todesschwadronen oder der Militärs gegen linke Personen bestätigten. Eine dieser Todesschwadronen war das Movimiento Anticomunista Hondureño (MACHO). Im Januar 1983 wurde Álvarez Vorsitzender der Asociación para el Progreso de Honduras (APROH), einer rechten Pressure Group, Mitglieder waren konservative Vertreter von umsatzstarken Unternehmen, die Elite aus Latifundisten, der Gewerkschaften Confederación de Trabajadores de Honduras (CTH) und Asociación Nacional de Campesinos de Honduras (ANACH).
Álvarez unterzeichnete eine Vereinbarung zum Aufbau eines Centro Regional de Entrenamiento Militar (CREM), eines Stützpunktes der US-Regierung in Puerto Castillo zum Training von Soldaten aus El Salvador und Honduras mit dem Ziel, mit der Agitation aufzuräumen.
Oberst Álvarez wurde von Mitgliedern der Vereinigungskirche unterstützt, sie bereiteten eine Invasion in Nicaragua vor, ein Vorhaben, das durch Druck aus den USA verhindert wurde. Im September 1983 wurde ein Centro de Información de Emergencia (CIE) eingerichtet, der Bevölkerung von Honduras wurde befohlen, diese Organisation über jedwede Einstellung, welche verdächtig sein könnte und die Sicherheit betreffen würde, zu berichten.
Am 31. März 1984 führten die Versuche von Oberst Álvarez, seine Kontrolle auf das Hauptquartier der Streitkräfte auszudehnen, zu seiner Absetzung durch einen Putsch. John Negroponte erklärte, dass die abgesetzte Bande 30 Millionen USD öffentlicher Gelder veruntreut habe und dass sie ein „offenes Buch der Korruption“ sei. Die APROH wurde aufgelöst, und der General Diplomado de Estado Mayor Aereo (DEMA) Walter López Reyes von der Fuerza Aérea Hondureña, ein Teilnehmer des CREM vom Juni 1985, zum neuen Leiter der Streitkräfte ernannt.
Nach Angaben des Government Accountability Office erhielten Álvarez wie López beachtliche finanzielle Mittel der CIA. Álvarez besaß ein Haus im Wert von einer halben Million USD. 1982 war die diplomatische Mission der USA in Tegucigalpa eine der bestbesetzten von Lateinamerika. Auch AID und AIFLD hatten personalstark besetzte Büros. Anschließend wurde er nach Costa Rica abgeschoben. Von dort begab er sich nach Miami, wurde evangelikaler Referent und kehrte 1988 nach Honduras zurück.

## Tod
Er wohnte in der Colonia Florecia in Tegucigalpa und wurde am 25. Januar 1989 um 10:00 Ortszeit von sechs Arbeitern von Hondutel mit sechs Projektilen erschossen. Anschließend wurde eine Erklärung des Movimiento Popular de Liberación Nacional, Chinchoneros abgegeben.